# Ричард Гексемский
Ричард Гексемский (англ. Richard of Hexham, лат. Ricardus Haugustaldensis; 1110 — между 1155 и 1167) — английский хронист XII века, монах-августинец, приор монастыря Св. Андрея в Гексеме (Нортамберленд).

## Жизнь и труды
О Ричарде Гексемском известно немного. В 1138 году он упоминается в качестве каноника монастыря Св. Андрея в Гексеме в Йоркшире, на территории современного графства Нортумберленд. Около 1141 года стал приором последнего, после того как его предшественник Роберт Бисет оставил свою должность, став монахом Клерво. Умер в своей обители после 1154 года, возможно, не позже 1167 года, как это следует из сообщения цистерцианского аббата Элреда из Риво (Йоркшир), в своём сочинении «О святых Гексема» удостоившего покойного всяческих похвал за его благочестие. Его преемником и продолжателем его трудом стал Иоанн Гексемский (ум. 1209). 
Является автором двух исторических хроник, написанных на латинском языке:
- «Краткие замечания» (лат. Brevis Annotatio) — сокращённая хроника Гексемской церкви, начиная с основания её Св. Вилфридом Йорским в 674 году и кончая 1138-м[3], составленная около 1155 года[5]. Основными источниками для неё послужили сочинения Беды Достопочтенного, «Житие Св. Вилфрида» Стивена Рипонского[англ.][6], «Письмо об архиепископах Йорка» Симеона Даремского[5], а также «Нортумбрийская хроника» Биртферта и составленная в Дареме компилятивная «История королей англов»[7]. В подражание Беде, Ричард предваряет свою хронику географическим описанием Нортумбрии[8]. В первой части изложение истории доводится до запустения епархии Гексема в середине IX столетия, вторая открывается рассказом об возникновении там в 1116 году августинского приората Св. Андрея. Рассказывая о проповеднических и хозяйственных успехах насельников последнего, Ричард последовательно стремится обосновать его независимость от юрисдикции Даремских епископов[англ.], напоминая, что инициатором его основания являлся архиепископ Йоркский Турстан[9]. Хроника сохранилась в двух рукописях из Кембриджской университетской библиотеки (MS Ff.1.27) и библиотеки Йоркского кафедрального собора Св. Петра (MS XVI.I.12)[3]. Впервые она была издана в 1652 году историком Роджером Твисденом[англ.] в сборнике средневековых хроник «Десять писателей истории Англии» (лат. Historiae Anglicanae Scriptores Decem), а в 1864—1865 годах опубликована в Дареме учёным каноником Дж. Рейном в сборнике «Приорат Гексема, его хроники, фонды и анналы»[4].

- «Деяния короля Стефана и битва Штандартов» (лат. Historia de gestis regis Stephani ci de bello Standardii) — хроника правления короля Стефана Блуаского, охватывающая события 1135—1139 годов[3] и содержащая ценный материал по истории Северной Англии времён феодальной анархии, в том числе рассказ о вторжении в Нортумбрию войска шотландского короля Давида I и исторической битве Штандартов 22 августа 1138 года[6], основанный на несохранившейся поэме архидиакона Йоркcкого Хью Соттевейна[англ.][4]. Сохранившаяся в единственной рукописи XIII века из библиотеки Колледжа Корпус Кристи Кембриджского университета (MS 139)[10], она была опубликована в 1856 году в Лондоне в 4-м томе сборника «Церковные историки Англии», в английском переводе Джозефа Стивенсона[англ.] и с продолжением до 1154 года. В 1886 году она была издана Ричардом Хоулеттом в третьем томе сборника «Хроник времён правления Стефана, Генриха II и Ричарда I», выпущенного в академической «Rolls Series»[11].

## Издания
- Ricardus prior Haugustaldensis. De Statu Episcopis Haugustaldensis Ecclesiae. Incipit Historia Piae Memoriae // Historiae Anglicanae Scriptores Decem. — Londini, Typis Jacobi Flesher, 1652. — coll. 285–330.
- The Chronicle of John, prior of Hexham, from A.D. 1135 to A.D. 1154 // The Church Historians of England, edited and translated by Joseph Stevenson. — Volume 4. — London, 1856. — pp. 2–32.
- Historia Ricardi, prioris Haugustaldensis, de Gestis Regis Stephani et de Bello Standardii // Chronicles of the reigns of Stephen, Henry II, and Richard I, edited by Richard Howlett. — Volume 3. — London: Longman & Co, 1886. — pp. 37–178.